# 1960年のスポーツ
1960年のスポーツ（1960ねんのスポーツ）では、1960年（昭和35年）のスポーツ関連の出来事についてまとめる。

## できごと
- 2月18日～28日 - 第8回スコーバレーオリンピック開催
- 2月28日～3月6日 - 第1回冬季ユニバーシアード開催
- 5月10日 - 横綱栃錦清隆引退
- 8月25日～9月11日 - 第17回ローマオリンピック開催
- 9月18日～25日 - 第1回ローマパラリンピック開催
- 10月7日 - 日本女子登山隊、ヒマラヤ初登頂

## 総合競技大会
- 第8回スコーバレーオリンピック（2月18日～28日） - 日本の獲得メダル：なし

| 第8回スコーバレーオリンピック        | 第8回スコーバレーオリンピック | 第8回スコーバレーオリンピック | 第8回スコーバレーオリンピック | 第8回スコーバレーオリンピック | 第8回スコーバレーオリンピック |
| 順位                                 | 国・地域名                    | 金                            | 銀                            | 銅                            | 計                            |
| ------------------------------------ | ----------------------------- | ----------------------------- | ----------------------------- | ----------------------------- | ----------------------------- |
| 1                                    | ソビエト連邦                  | 7                             | 5                             | 9                             | 21                            |
| 2                                    | ドイツ                        | 4                             | 3                             | 1                             | 8                             |
| 3                                    | アメリカ                      | 3                             | 4                             | 3                             | 10                            |
| 4                                    | ノルウェー                    | 3                             | 3                             | 0                             | 6                             |
| 5                                    | スウェーデン                  | 3                             | 2                             | 2                             | 7                             |
| 6                                    | フィンランド                  | 2                             | 3                             | 3                             | 8                             |
| 7                                    | カナダ                        | 2                             | 1                             | 1                             | 4                             |
| 8                                    | スイス                        | 2                             | 0                             | 0                             | 2                             |
| 9                                    | オーストリア                  | 1                             | 2                             | 3                             | 6                             |
| 10                                   | フランス                      | 1                             | 0                             | 2                             | 3                             |
| 詳細はスコーバレーオリンピックを参照 |                               |                               |                               |                               |                               |

- 第1回冬季ユニバーシアード（フランス・シャモニー・2月28日～3月6日） - 日本の獲得メダル：なし
- 第17回ローマオリンピック（8月25日～9月11日）

| 第17回ローマオリンピック       | 第17回ローマオリンピック | 第17回ローマオリンピック | 第17回ローマオリンピック | 第17回ローマオリンピック | 第17回ローマオリンピック |
| 順位                           | 国・地域名               | 金                       | 銀                       | 銅                       | 計                       |
| ------------------------------ | ------------------------ | ------------------------ | ------------------------ | ------------------------ | ------------------------ |
| 1                              | ソビエト連邦             | 43                       | 29                       | 31                       | 103                      |
| 2                              | アメリカ                 | 34                       | 21                       | 16                       | 71                       |
| 3                              | イタリア                 | 13                       | 10                       | 13                       | 36                       |
| 4                              | ドイツ統一チーム         | 12                       | 19                       | 11                       | 42                       |
| 5                              | オーストラリア           | 8                        | 8                        | 6                        | 22                       |
| 6                              | トルコ                   | 7                        | 2                        | 0                        | 9                        |
| 7                              | ハンガリー               | 6                        | 8                        | 7                        | 21                       |
| 8                              | 日本                     | 4                        | 7                        | 7                        | 18                       |
| 9                              | ポーランド               | 4                        | 6                        | 11                       | 21                       |
| 10                             | チェコスロバキア         | 3                        | 2                        | 3                        | 8                        |
| 詳細はローマオリンピックを参照 |                          |                          |                          |                          |                          |

- 第1回ローマパラリンピック（9月18日～25日）
- 第15回熊本国体（冬季スケート - 長野県・1月21日～24日、冬季スキー - 長野県・2月19日～22日、夏季 - 熊本県・9月24日～27日、秋季 - 熊本県、鹿児島県・10月23日～27日）
天皇杯順位：優勝 東京都、第2位 熊本県、第3位 愛知県
皇后杯順位：優勝 東京都、第2位 愛知県、第3位 熊本県

## アイスホッケー
- スタンレーカップ決勝（1959-1960シーズン）
モントリオール・カナディアンズ （4戦全勝） トロント・メープルリーフス

## アメリカンフットボール
- NFLチャンピオンシップゲーム（12月26日）
フィラデルフィア・イーグルス（東） 17-13 グリーンベイ・パッカーズ（西）

## 大相撲
- 一月場所（蔵前国技館・10日～24日）
幕内最高優勝 : 栃錦清隆（14勝1敗,10回目）
十両優勝 : 八染茂雄（12勝3敗）
- 三月場所（大阪府立体育館・6日～20日）
幕内最高優勝 : 若乃花幹士（15戦全勝,8回目）
十両優勝 : 双ツ龍徳義（12勝3敗）
- 五月場所（蔵前国技館・8日～22日）
幕内最高優勝 : 若三杉彰晃（14勝1敗,初）
十両優勝 : 開隆山勘之亟（12勝3敗）
- 七月場所（名古屋市金山体育館・6月26日～7月10日）
幕内最高優勝 : 若乃花幹士（13勝2敗,9回目）
十両優勝 : 花田茂廣（14勝1敗）
- 九月場所（蔵前国技館・11日～25日）
幕内最高優勝 : 若乃花幹士(13勝2敗,10回目）
十両優勝 : 荒岐山正（12勝3敗）
- 十一月場所（福岡スポーツセンター・13日～27日）
幕内最高優勝 :大鵬幸喜（13勝2敗,初）
十両優勝 : 若駒健三（12勝3敗）
- 年間最優秀力士賞:若乃花幹士（59勝13敗18休）
- 年間最多勝:大鵬幸喜（66勝24敗）

## ゴルフ

### 世界4大大会（男子）
- マスターズ優勝者：アーノルド・パーマー（アメリカ）
- 全米オープン優勝者：アーノルド・パーマー（アメリカ）
- 全英オープン優勝者：ケル・ネーグル（オーストラリア）
- 全米プロゴルフ優勝者：ジェイ・ヘバート（アメリカ）

## サッカー
- 第40回天皇杯全日本サッカー選手権大会（5月2日～6日）
決勝：古河電工 4-0 慶應BRB

## 自転車競技

### ロードレース
- 第43回ジロ・デ・イタリア
総合優勝：ジャック・アンクティル（フランス）
- 第47回ツール・ド・フランス
総合優勝：ガストネ・ネンチーニ（イタリア）
- 第15回ブエルタ・ア・エスパーニャ
総合優勝：フラン・デムルダー（ベルギー）
- 世界自転車選手権・男子プロ個人ロードレース
優勝：リック・ファン・ローイ（ベルギー）

### トラックレース
- 世界自転車選手権・男子プロスプリント（プロスクラッチ）
優勝：アントニオ・マスペス（イタリア）

## テニス

### グランドスラム
- 全豪選手権　男子単優勝：ロッド・レーバー（オーストラリア）、女子単優勝：マーガレット・スミス（オーストラリア）
- 全仏選手権　男子単優勝：ニコラ・ピエトランジェリ（イタリア）、女子単優勝：ダーリーン・ハード（アメリカ）
- ウィンブルドン　男子単優勝：ニール・フレーザー（オーストラリア）、女子単優勝：マリア・ブエノ（ブラジル）
- 全米選手権　男子単優勝：ニール・フレーザー（オーストラリア）、女子単優勝：ダーリーン・ハード（アメリカ）

## 誕生
- 1月1日 - 柳下正明（静岡県、サッカー）
- 1月3日 - 山﨑浩子（鹿児島県、新体操）
- 1月5日 - 三橋栄三郎（青森県、バレーボール）
- 1月12日 - ドミニク・ウィルキンス（フランス、バスケットボール）
- 2月3日 - ケリー・フォン・エリック（アメリカ、プロレス、+1993年）
- 2月14日 - ジム・ケリー（アメリカ、アメリカンフットボール）
- 2月27日 - アンドレス・ゴメス（エクアドル、テニス）
- 3月6日 - ルイス・カルロス・ペレイラ（ブラジル、サッカー）
- 3月7日 - 尾崎加寿夫（東京都、サッカー）
- 3月7日 - イワン・レンドル（チェコ、テニス）
- 3月13日 - 増岡浩（埼玉県、ラリードライバー）
- 3月21日 - アイルトン・セナ（ブラジル、レーシングドライバー、+1994年）
- 3月21日 - 滝澤正光（千葉県、競輪）
- 3月28日 - 安藤勝己（愛知県、競馬）
- 4月2日 - リンフォード・クリスティ（ジャマイカ→イギリス、陸上競技）
- 4月5日 - 谷口浩美（宮崎県、マラソン）
- 4月7日 - ジェームス・ダグラス（アメリカ、ボクシング）
- 4月13日 - ルディ・フェラー（ドイツ、サッカー）
- 4月15日 - ペドロ・デルガド（スペイン、自転車競技）
- 4月16日 - ピエール・リトバルスキー（ドイツ、サッカー）
- 5月8日 - フランコ・バレージ（イタリア、サッカー）
- 5月10日 - マリーン・オッティ（ジャマイカ→スロベニア、陸上競技）
- 5月11日 - 冬木弘道（神奈川県、プロレス、+2003年）
- 5月12日 - リサ・マーチン（オーストラリア、マラソン）
- 5月18日 - ヤニック・ノア（フランス、テニス）
- 5月28日 - 水沼貴史（埼玉県、サッカー）
- 6月24日 - ジュリ・インクスター（アメリカ、ゴルフ）
- 6月28日 - ジョン・エルウェイ（アメリカ、アメリカンフットボール）
- 6月30日 - 生駒佳与子（埼玉県、ゴルフ）
- 7月4日 - ローランド・ラッツェンバーガー（オーストリア、レーシングドライバー、+1994年）
- 7月19日 - ラウル・アマリージャ（パラグアイ、サッカー）
- 7月25日 - 安井純子（兵庫県、ゴルフ)
- 7月27日 - 渡嘉敷勝男（沖縄県、ボクシング）
- 8月3日 - ティム・メイヨット（アメリカ、テニス）
- 8月4日 - ディーン・マレンコ（アメリカ、プロレス）
- 9月2日 - エリック・ディッカーソン（アメリカ、アメリカンフットボール）
- 9月8日 - 鈴木亜久里（東京都、レーシングドライバー）
- 9月15日 - 信藤健仁（広島県、サッカー）
- 9月17日 - デイモン・ヒル（イギリス、レーシングドライバー）
- 10月5日 - カレカ（ブラジル、サッカー）
- 10月6日 - マッスル北村（東京都、ボディビルダー、+2000年）
- 10月23日 - ウェイン・レイニー（アメリカ、オートバイレーサー）
- 10月26日 - 関塚隆（千葉県、サッカー）
- 10月30日 - ディエゴ・マラドーナ（アルゼンチン、サッカー）
- 11月11日 - ダンプ松本（埼玉県、プロレス）
- 11月29日 - 浜田剛史（沖縄県、ボクシング）
- 11月30日 - ゲーリー・リネカー（イギリス、サッカー）
- 12月21日 - 元好三和子（大阪府、シンクロナイズド・スイミング）
- 12月9日 - カルロス・アルベルト・ソーザ・ドス・サントス（ブラジル、サッカー）
- 12月10日 - 郎平（中国、バレーボール）

## 死去
- 1月2日 - ファウスト・コッピ（イタリア、自転車競技、*1919年）
- 1月7日 - ドロテア・ダグラス・チェンバース（イギリス、テニス、*1878年）
- 4月26日 - グスタフ・リンドブロム（スウェーデン、陸上競技、*1891年）
- 6月13日 - ケネス・マッカーサー（南アフリカ、マラソン、*1880年）
- 6月27日 - ロッティ・ドッド（イギリス、テニス、*1871年）
- 8月14日 - フレッド・クラーク（アメリカ、野球、*1872年）
- 11月2日 - エベレット・スコット（アメリカ、野球、*1892年）
- 11月28日 - 常ノ花寛市（岡山県、相撲、*1896年）